# Mickey's House of Villains
Mickey's House of Villains (Brasil: Os Vilões da Disney / Portugal: A Casa do Rato Mickey - Vilões) é um filme de animação lançado diretamente em vídeo em 2002, produzido pelos estúdios da Disney.

## Sinopse
No filme aparecem os famosos vilões da Disney, como Jafar, Cruella, Hades, Úrsula, Malévola e Capitão Gancho, mas também aparecem vilões menos conhecidos, como Chernabog, Ratagão e os piratas do Capitão Gancho. A ação se passa no Dia das Bruxas e os vilões querem dominar a casa do Mickey, que junto com seus amigos vai tentar derrotá-los.

## Elenco

### Dublagem Original
- Wayne Allwine… Mickey
- Russi Taylor… Minnie
- Tony Anselmo… Donald
- Bill Farmer… Pateta
- Tress MacNeille… Margarida
- Jonathan Freeman… Jafar
- Susan Blakeslee… Cruella de Vil
- Corey Burton… Capitão Gancho
- Pat Carroll… Úrsula
- Gilbert Gottfried… Iago
- James Woods… Hades (canções interpretadas por Rob Paulsen)
- Scott Weinger… Aladdin